# Wildes Mannle
Das Wilde Mannle ist ein 3023 m ü. A. (nach anderen Angaben 3019 m ü. A.) hoher Berg in den Ötztaler Alpen in Tirol.

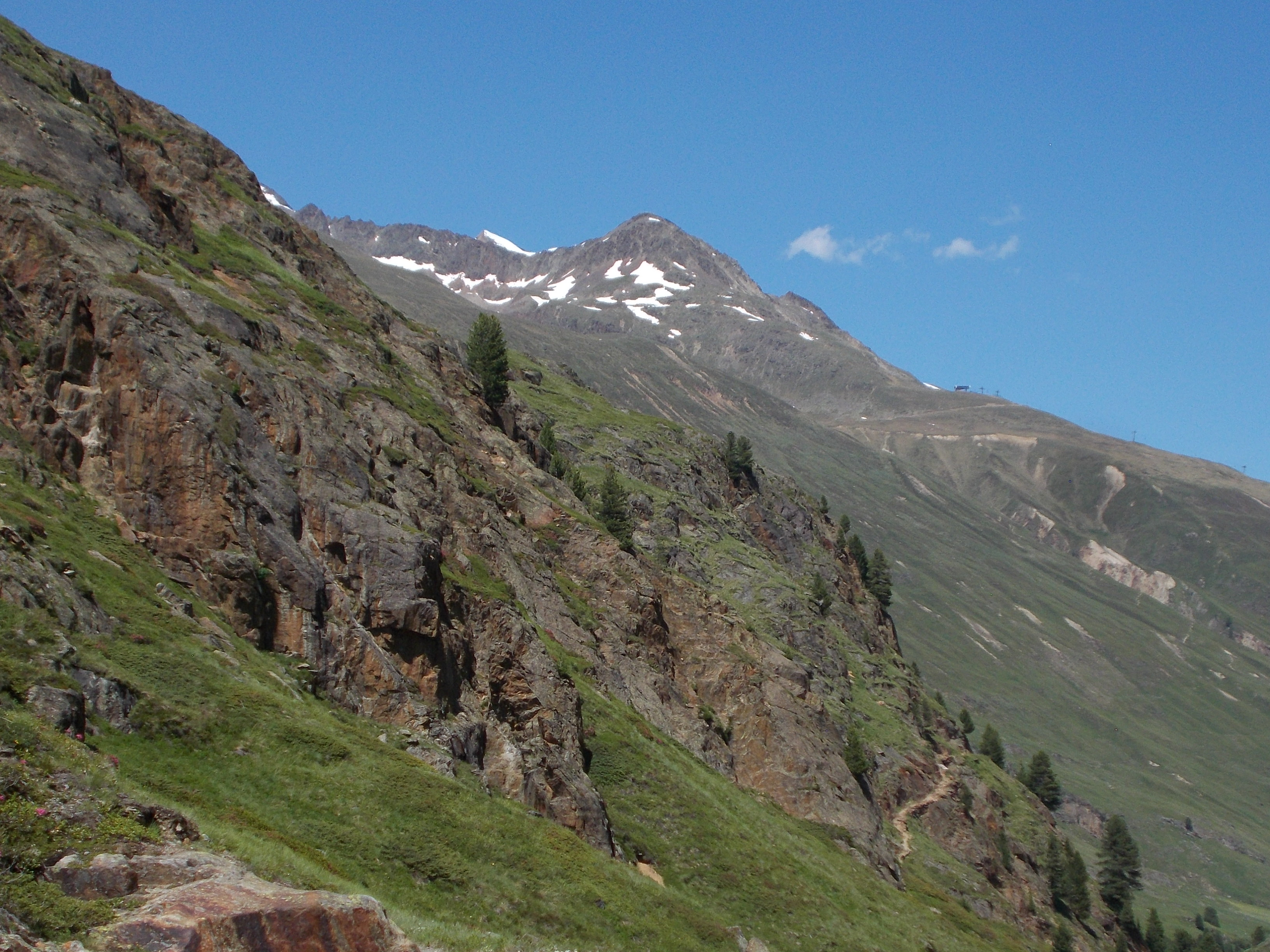
Das Wilde Mannle von Westen, aus der Rofenschlucht gesehen, mit der auf ca. 2640 m Höhe gelegenen Bergstation des Sesselliftes „Wildes Mannle“

Der Gipfel liegt südöstlich der Wildspitze über Vent und begrenzt das Becken des inzwischen stark geschrumpften Rofenkarferners von Osten. Der Felskopf kann als unschwierige Bergtour von der Breslauer Hütte aus in 1½ Stunden erreicht werden. Der Aufstieg direkt von der Bergstation Stablein der Seilbahn von Vent kann in zwei Stunden bewältigt werden. Ein Rundweg mit Start- und Zielpunkt Stablein über das Wilde Mannle und die Breslauer Hütte kann in 5½ Stunden begangen werden.

Inzwischen wurde eine zweite Seilbahn (Sechser-Sessellift „Wildes Mannle“), die ab Stablein bis in etwa 2640 m Höhe führt, in Betrieb genommen. Diese verkürzt den Aufstieg ab Stablein um eine Stunde.

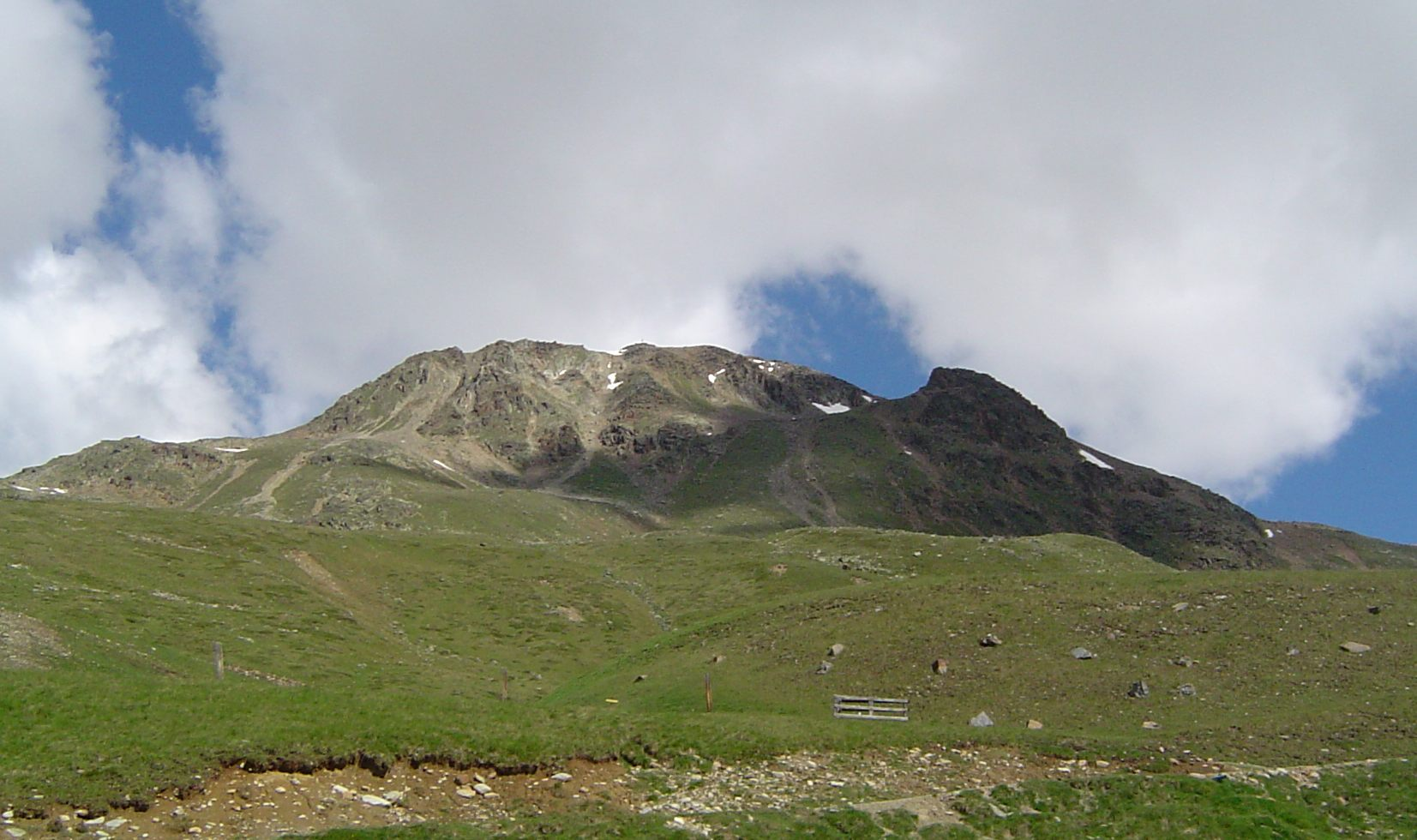
Wildes Mannle von der Bergstation Stablein gesehen
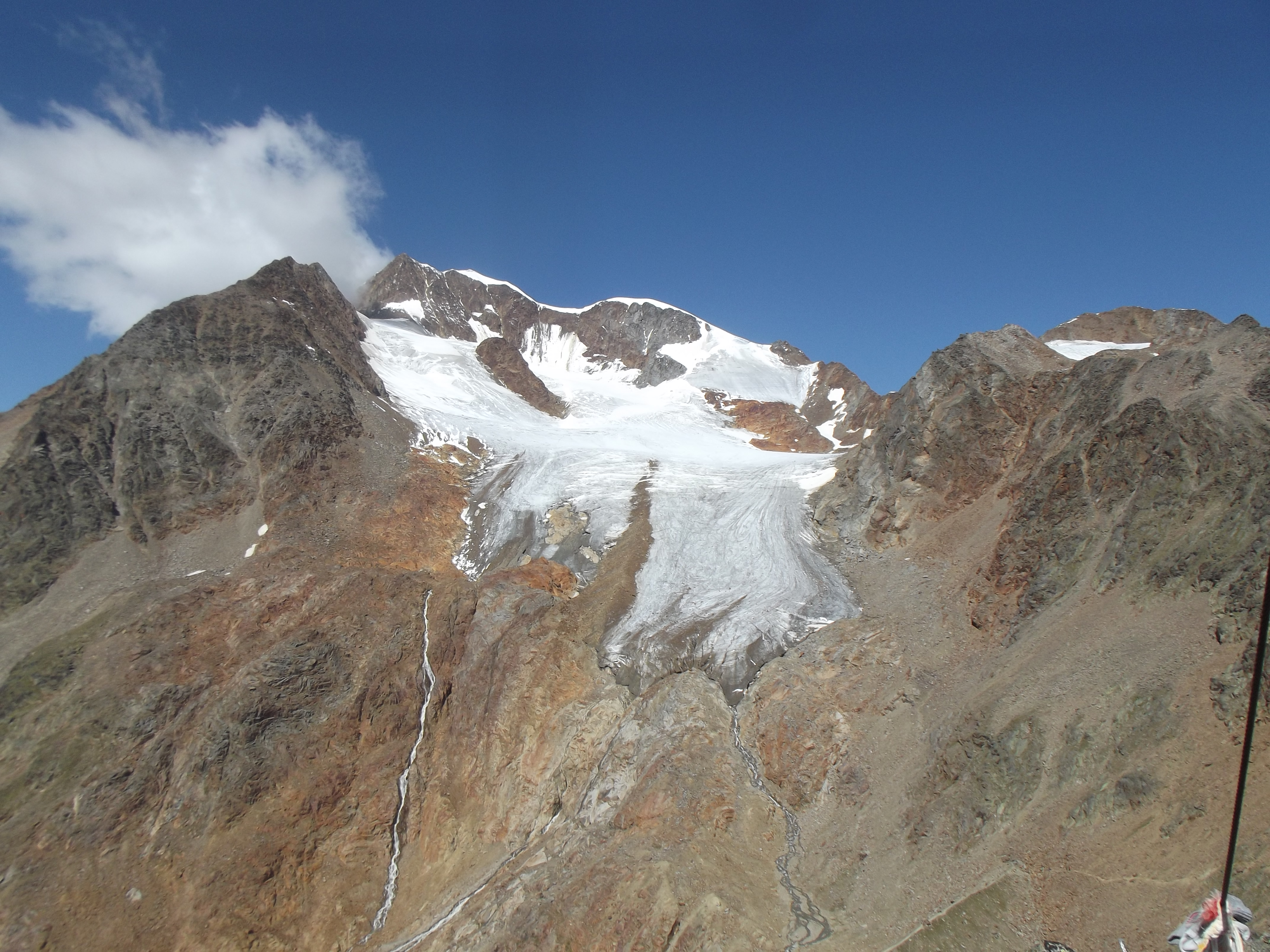
Die Wildspitze (Südgipfel) mit Rofenkarferner, gesehen vom Gipfel des Wilden Mannle
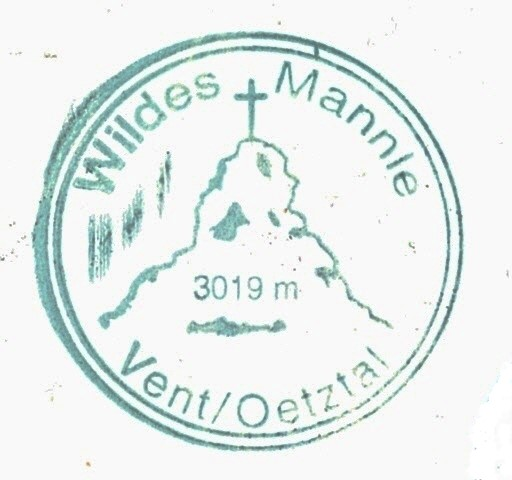
Gipfelstempel